# Червона вулиця (Київ, Солом'янський район)
Черво́на ву́лиця — вулиця у Солом'янському районі міста Києва, місцевість Совки. Пролягає від Крутогірної вулиці до вулиці Андрія Норова.
Прилучаються Рибна вулиця, провулки Добросусідський та Князя Володимира Ольґердовича.

## Історія
Вулиця утворилася наприкінці 30-х — на початку 40-х років XX століття під назвою 34-та Нова. Сучасна назва — з 1944 року.
До 1955 року назву Червона мала також сучасна Затишна вулиця на Позняках.